# Заря Авхимковская
Заря́ Авхи́мковская (бел. Зара Аўхімкаўская) — посёлок в составе Каменского сельсовета Чаусского района Могилёвской области Республики Беларусь.

## Население
- 2010 год — 9 человек